# Paňa
Paňa é um município da Eslováquia, situado no distrito de Nitra, na região de Nitra. Tem 11,26 km² de área e sua população em 2018 foi estimada em 365 habitantes.

## Demografia
| Ano:        | 1994 | 2004 | 2014    | 2024    |
| ----------- | ---- | ---- | ------- | ------- |
| Broj ljudi: | 317  | 317  | 370     | 421     |
| Razlika:    |      | +0%  | +16,71% | +13,78% |

| Ano:               | 2023 | 2024   |
| ------------------ | ---- | ------ |
| Número de pessoas: | 411  | 421    |
| Diferença:         |      | +2,43% |